# Anna Tomowa-Sintow
Anna Tomowa-Sintow (în bulgară Анна Томова-Синтова; n. 22 septembrie 1941, Stara Zagora, Regatul Bulgariei) este o soprană bulgară care a cântat în toate sălile mari de operă din lume, cu un repertoriu ce cuprinde Mozart, Rossini, Verdi, Puccini, Wagner și Strauss. A avut o relație profesională apropiată cu dirijorul Herbert von Karajan din 1973 până la moartea acestuia în 1989.

## Biografie
Tomowa-Sintow a început să studieze pianul la vârsta de șase ani. La 16 ani a câștigat o competiție națională de cântec. A studiat la Conservatorul Național din Sofia, unde a studiat canto cu profesorul Gheorghi Zlatev-Cerkin și soprana Katia Spiridonova și a absolvit cu diplome în canto și pian, debutând pe scenă la examenul final în rolul Tatianei din Evgheni Oneghin de Ceaikovski.

## Carieră profesionistă
După absolvire s-a alăturat Operei din Leipzig unde, în 1967, a debutat profesionist jucând-o pe Abigaille în Nabucco de Verdi. Ea și-a construit repertoriul cu roluri principale în Madama Butterfly, Manon Lescaut, La traviata, Il trovatore și Otello. Pentru multe din aceste roluri s-a pregătit împreună cu profesorul Paul Schmitz, care a studiat cu Richard Strauss.
În 1972 a fost invitată să se alăture Operei de Stat din Berlin, unde în primul an a fost numită Kammersängerin (titlu onorific în Germania pentru cântăreții distinși de operă și muzică clasică). În Berlin a continuat să-și extindă repertoriul cu roluri principale în opere precum Nunta lui Figaro, Così fan tutte, Aida, Tosca, Tannhäuser și Lohengrin.
Înregistrarea operei Ariadne auf Naxos în interpretarea sa i-a adus, alături de James Levine și Filarmonica din Viena, premiul Grammy din 1988 pe cea mai bună înregistrare de operă.

## Legături externe
- Anna Tomowa-Sintow: Primadonna with Heart
- Her page on the Stars of Bulgarian Opera site with 4 mp3 audio clips of selected arias
- Interview with Anna Tomowa-Sintow